# Brève histoire du progrès
Brève histoire du progrès (A Short History of Progress en version originale anglaise) est un essai et un résumé de conférences données par Ronald Wright à propos de la notion de déclin de civilisation. La version anglaise du livre est lancée en 2004, alors que les éditions Hurtubise en publient une traduction en 2006.
À partir de l'analyse de la disparition de l'homme de Néandertal et de l'effondrement de la population de l'île de Pâques et des civilisations romaine, sumérienne et maya, l'auteur expose les « pièges du progrès » pouvant mener à l'aveuglement et l'effondrement des civilisations,.

## Documentaire
En 2008, les droits d'adaptation cinématographique sont vendus à Cinémaginaire. Le film, réalisé par Mathieu Roy et Harold Crooks et intitulé Survivre au progrès (Surviving progress), est tourné sous forme de documentaire mettant en vedette, notamment, Stephen Hawking et David Suzuki.